# Reto Schmutz
Reto Schmutz, né le 9 novembre 1992 à Wald, est un joueur professionnel suisse de hockey sur glace, évoluant au poste d’ailier.

## Biographie
Reto Schmutz est le frère de Flavio et Silvio Schmutz, également joueurs de hockey sur glace professionnels.

## Carrière

### En club
Reto Schmutz commence le hockey sur glace au niveau junior au HC Thurgovie, puis au Pikes EHC Oberthurgau avant de rejoindre les GCK Lions où il fait ses débuts professionnels en Ligue Nationale B lors de la saison 2009-2010.
En 2012, il signe au HC Ajoie. Il est prêté en Ligue Nationale A aux SCRJ Lakers pour la fin de saison 2013-2014. Après avoir remporté la finale des playout, synonyme de maintien en LNA, le club saint-gallois engage Reto Schmutz pour la saison suivante,.
Il est prêté au HC Thurgovie en LNB durant la première partie de la saison 2014-2015. À la mi-saison, il revient aux SCRJ Lakers et subit la relégation au printemps 2015.
Il se blesse aux vertèbres lombaires en novembre 2015 et rate une grande partie de la saison 2015-2016. Il rejoint néanmoins son équipe pour les play-offs où il contribue 10 points en 13 matchs.
Pour la saison 2016-2017, la promotion est à nouveau l’objectif. Reto Schmutz peut disputer tout l’exercice sans blessure majeure. Lui et son équipe se qualifient pour les play-offs en quatrième position et atteignent une fois de plus la finale.
Reto Schmutz quitte les SCRJ Lakers et rejoint le HC Ajoie, où il avait déjà évolué de 2012 à 2014. Avec le club jurassien, il remporte la Coupe de Suisse de hockey sur glace en 2020 et le championnat de Swiss League en 2021, synonyme de promotion en National League,,.
En février 2021, malgré les difficultés du club néo promu, le contrat de Reto Schmutz est prolongé pour les deux saisons suivantes.

### En équipe nationale
Reto Schmutz représente la Suisse au niveau junior, dans les sélections U16 et U20. Il participe aux Championnats du monde U18 en 2010, la Suisse étant éliminée en quarts de finale.

## Statistiques

### En club

#### Championnat
| Saison        | Équipe                    | Ligue             |                   | Saison régulière  | Saison régulière  | Saison régulière  | Saison régulière  | Saison régulière  |                   | Séries éliminatoires | Séries éliminatoires | Séries éliminatoires | Séries éliminatoires | Séries éliminatoires |
| Saison        | Équipe                    | Ligue             | PJ                | B                 | A                 | Pts               | Pun               | PJ                | B                 | A                    | Pts                  | Pun                  |                      |                      |
| 2008-2009     | Pikes EHC Oberthurgau     | 1re Ligue         | 0                 | 0                 | 0                 | 0                 | 0                 | 2                 | 1                 | 0                    | 1                    | 0                    |                      |                      |
| 2008-2009     | GCK Lions U20             | Juniors Élites A  | 2                 | 1                 | 0                 | 1                 | 4                 | -                 | -                 | -                    | -                    | -                    |                      |                      |
| 2009-2010     | GCK Lions U20             | Juniors Élites A  | 34                | 13                | 14                | 27                | 42                | 9                 | 5                 | 1                    | 6                    | 10                   |                      |                      |
| 2009-2010     | GCK Lions                 | LNB               | 1                 | 0                 | 0                 | 0                 | 2                 | -                 | -                 | -                    | -                    | -                    |                      |                      |
| 2009-2010     | Pikes EHC Oberthurgau     | 1re Ligue         | 1                 | 0                 | 1                 | 1                 | 0                 | -                 | -                 | -                    | -                    | -                    |                      |                      |
| 2010-2011     | GCK Lions U20             | Juniors Élites A  | 5                 | 1                 | 0                 | 1                 | 8                 | 9                 | 2                 | 0                    | 2                    | 4                    |                      |                      |
| 2010-2011     | GCK Lions                 | LNB               | 33                | 2                 | 5                 | 7                 | 8                 | -                 | -                 | -                    | -                    | -                    |                      |                      |
| 2010-2011     | Pikes EHC Oberthurgau     | 1re Ligue         | 1                 | 0                 | 0                 | 0                 | 10                | -                 | -                 | -                    | -                    | -                    |                      |                      |
| 2011-2012     | GCK Lions                 | LNB               | 42                | 10                | 5                 | 15                | 18                | 5                 | 0                 | 0                    | 0                    | 0                    |                      |                      |
| 2012-2013     | HC Ajoie                  | LNB               | 42                | 7                 | 9                 | 16                | 16                | 4                 | 0                 | 0                    | 0                    | 0                    |                      |                      |
| 2013-2014     | HC Ajoie                  | LNB               | 45                | 6                 | 8                 | 14                | 28                | -                 | -                 | -                    | -                    | -                    |                      |                      |
| 2013-2014     | SC Rapperswil-Jona Lakers | LNA               | 3                 | 0                 | 0                 | 0                 | 0                 | 7                 | 1                 | 0                    | 1                    | 2                    |                      |                      |
| 2014-2015     | SC Rapperswil-Jona Lakers | LNA               | 23                | 0                 | 0                 | 0                 | 8                 | 3                 | 0                 | 0                    | 0                    | 0                    |                      |                      |
| 2014-2015     | SC Rapperswil-Jona Lakers | LNA Qualification | -                 | -                 | -                 | -                 | -                 | 1                 | 0                 | 0                    | 0                    | 0                    |                      |                      |
| 2014-2015     | HC Thurgovie              | LNB               | 26                | 10                | 9                 | 19                | 28                | 4                 | 0                 | 2                    | 2                    | 14                   |                      |                      |
| 2015-2016     | SC Rapperswil-Jona Lakers | LNB               | 13                | 2                 | 5                 | 7                 | 14                | 13                | 3                 | 7                    | 10                   | 14                   |                      |                      |
| 2016-2017     | SC Rapperswil-Jona Lakers | LNB               | 48                | 7                 | 7                 | 14                | 40                | 13                | 2                 | 4                    | 6                    | 4                    |                      |                      |
| 2017-2018     | HC Ajoie                  | SL                | 45                | 10                | 20                | 30                | 28                | 11                | 2                 | 1                    | 3                    | 8                    |                      |                      |
| 2018-2019     | HC Ajoie                  | SL                | 43                | 14                | 12                | 26                | 32                | 7                 | 1                 | 1                    | 2                    | 8                    |                      |                      |
| 2019-2020     | HC Ajoie                  | SL                | 43                | 12                | 24                | 36                | 14                | 5                 | 1                 | 3                    | 4                    | 0                    |                      |                      |
| 2020-2021     | HC Ajoie                  | SL                | 41                | 16                | 20                | 36                | 16                | 16                | 15                | 8                    | 23                   | 6                    |                      |                      |
| 2021-2022     | HC Ajoie                  | NL                | 50                | 7                 | 11                | 18                | 14                | -                 | -                 | -                    | -                    | -                    |                      |                      |
| 2022-2023     | HC Ajoie                  | NL                | 51                | 7                 | 9                 | 16                | 14                | 6                 | 0                 | 0                    | 0                    | 2                    |                      |                      |
| 2022-2023     | HC Ajoie                  | NL Qualification  | -                 | -                 | -                 | -                 | -                 | 4                 | 0                 | 0                    | 0                    | 2                    |                      |                      |
| 2023-2024     | HC Ajoie                  | NL                | 38                | 1                 | 4                 | 5                 | 12                | -                 | -                 | -                    | -                    | -                    |                      |                      |
| 2024-2025     | HC Ajoie                  | NL                | Saison en cours ? | Saison en cours ? | Saison en cours ? | Saison en cours ? | Saison en cours ? | Saison en cours ? | Saison en cours ? | Saison en cours ?    | Saison en cours ?    | Saison en cours ?    |                      |                      |
| Totaux LNA/NL | Totaux LNA/NL             | Totaux LNA/NL     | 165               | 15                | 24                | 39                | 48                | 21                | 1                 | 0                    | 1                    | 6                    |                      |                      |
| Totaux LNB/SL | Totaux LNB/SL             | Totaux LNB/SL     | 422               | 96                | 124               | 220               | 244               | 78                | 24                | 26                   | 50                   | 54                   |                      |                      |

#### Tournoi
| Saison    | Équipe                    | Compétition     |   | PJ | B | A | Pts | Pun                |  | Résultat |
| 2014-2015 | SC Rapperswil-Jona Lakers | Coupe de Suisse | 2 | 1  | 1 | 2 | 2   | Quart de finale    |  |          |
| 2015-2016 | SC Rapperswil-Jona Lakers | Coupe de Suisse | 2 | 0  | 0 | 0 | 0   | Quart de finale    |  |          |
| 2016-2017 | SC Rapperswil-Jona Lakers | Coupe de Suisse | 2 | 1  | 1 | 2 | 2   | Huitième de finale |  |          |
| 2017-2018 | HC Ajoie                  | Coupe de Suisse | 4 | 1  | 0 | 1 | 6   | Demi-finale        |  |          |
| 2018-2019 | HC Ajoie                  | Coupe de Suisse | 1 | 0  | 0 | 0 | 0   | Seizième de finale |  |          |
| 2019-2020 | HC Ajoie                  | Coupe de Suisse | 5 | 3  | 5 | 8 | 0   | Vainqueur          |  |          |
| 2020-2021 | HC Ajoie                  | Coupe de Suisse | 2 | 0  | 0 | 0 | 0   | Quart de finale    |  |          |

## En équipe nationale
| Année | Équipe     | Compétition                                          |   | PJ | B | A | Pts | Pun               |  | Résultat |
| 2009  | Suisse U17 | Festival olympique d'hiver de la jeunesse européenne | 4 | 0  | 0 | 0 | 2   | Médaille d'argent |  |          |
| 2009  | Suisse U18 | Championnat du monde U18                             | 2 | 0  | 0 | 0 | 0   | 8e place          |  |          |
| 2010  | Suisse U18 | Championnat du monde U18                             | 6 | 1  | 1 | 2 | 10  | 5e place          |  |          |

## Trophées et honneurs personnels

### Juniors Élites A
- Champion de Suisse 2010 et 2011 avec le GCK Lions.

### Ligue nationale B/Swiss League
- Champion de Suisse 2021 avec le HC Ajoie.
- Promotion en National League en 2021 avec le HC Ajoie.
- Joueur marquant le plus de buts (15) lors des séries éliminatoires en 2021.

### Coupe de Suisse
- Vainqueur en 2020 avec le HC Ajoie.

### Équipe nationale
- Médaillé d'Argent en 2009 au Festival olympique d'hiver de la jeunesse européenne.